# Lándevir
Lándevir — фолк-хеви-пауэр-метал коллектив из города Эльда, провинции Аликанте, Испания. Группа просуществовала с 1998 по 2009 год. Исполняла преимущественно на испанском языке.

## История группы

### RÍVENDELL

#### Начало
Коллектив появился в сентябре 1998 года, в городе Эльда (Аликанте) в Испании, когда из распавшейся безымянной группы вышли три музыканта с идеей создать новый проект в стиле хеви-метал. Основателями группы были гитарист Карлос Хуан (Carlos Juan), бас-гитарист Дарио (Darío) и ударник Хосе Франсиско Амат (José Francisco Amat). В таком составе музыканты и приступили к работе. Пытаясь найти новое звучание музыки, через некоторое время Карлос переходит с гитары за скрипку, благодаря чему группа приобрела абсолютно новое для них звучание. Таким образом музыканты объединили в своем творчестве классический хеви-метал с кельтской музыкой. В то же время на гитару приходит известный в Испании гитарист Франсиско Гонсальвес Эстеве (Francisco Gonzálvez Esteve) и, чуть позже, второй гитарист Хосе Мария Херес (Jose María Jerez), который благодаря своим хорошим вокальным данным вскоре становится вокалистом новообразованной группы.

Первый состав группы выглядел так:
- Francisco Gonzálvez Esteve (гитара и вокал)
- Jose María Jerez (гитара)
- Дарио (бас-гитара)
- Carlos Juan (скрипка)
- José Francisco Amat (ударные)

Начинающая группа уже имела приемлемые их репертуаром песни и музыканты приступили к записи их первого демоальбома. В 1999 году по творческим разногласиям коллектив покидает бас-гитарист Дарио. Шесть месяцев спустя на бас приходит бывший гитарист группы в которой играл Франсиско — Хави Амат (Javi Amat) и музыканты продолжили запись своего первого демо.
В 2000 году музыкантами было придумано название для и группы — RÍVENDELL. Стиль группы становится более мелодичным с приходом флейтиста Пабло Гера (Pablo Guerra) и представляет собой кельтский-фолк-хеви-метал. Название Rivendell взято из романа Дж. Р. Р. Толкиена Властелин Колец.

#### «Уникальность»
К 2001 году Rivendell записывает своё первое демо «El Único» («Уникальность»). В которое помимо остальных вошла и десятиминутная баллада «Caballero de Paz» («Рыцарь мира»). С этой песней Rivendell занимают третье место в конкурсе VILLENANET 2001. Призом за третье место была возможность записи двух песен в профессиональной студии. Итак с четырьмя треками, два из которых были записаны в одной из профессиональных студий, Rivendell издает своё первое демо тиражом 500 экземпляров. Демо было разослано в разные звукозаписывающие компании и журналы.

### «Легенды Средневековья»
После отправки «El Único» по разным журналам, хорошие отзывы появляются в известных в Испании журналах KERRANG и ROCK HARD, после чего музыканты получают много заказов на их демо из разных районов Испании (в особенности с севера страны), один из заказов был из некой рекорд-компании, которая заинтересовалась творчеством Rivendell и предложила им первый контракт. Хотя музыканты и отказались от него, но это стало хорошей мотивацией к выпуску их первого полноформатного альбома, который и появился в 2003 году в студии Red Dragon Records. Альбом был назван «Leyendas medievales» («Легенды Средневековья»). Незадолго до этого музыканты сменили своё название на нынешнее Lándevir.

### «Кельтские Сны»
В марте 2004 года музыканты начали готовить материал к своему второму альбому, под названием «Sueños Celtas» («Кельтские сны») и после многих проблем (смена студии, проблемы в записи альбома) через 2 года, в марте 2006 года альбом был представлен миру. У группы сложились очень дружеские отношение с известной испанской группой «Saurom Lamderth». Во время записи «Sueños Celtas», Хавьер покидает группу и его место занимает Иван Мартинес (Iván Martínez). В отличие от первого альбома, Кельтские сны имеют гораздо больший успех и были выпущены за пределами Испании, большой успех этот альбом имел в Мексике.

### «Бессмертие»
На протяжении 2006-2008 годов группа сочиняла свой третий альбом, который вышел в 2008 году под названием «Inmortal» («Бессмертие»). Это концептуальный альбом который представляет собой историю вампира XVI века, который потерял свою любимую после войны в Ирландии. Этот альбом так же был выпущен за пределами Испании, в странах, где испанский метал имеет много поклонников.

## Прощание с Lándevir
Но бессмертие, обещанное группой в последнем альбоме, не было пророческим для самого коллектива, и 23 июля 2009 года в официальном заявлении на своем сайте группа объявила о конце своей карьеры. Вот что сказал по этому поводу на сайте ударник группы:

Мы с сожалением сообщаем, что группа решила положить конец своей карьере, причин, почему мы делаем это, как вы можете догадаться, много, одна из них та, что мы участвуем в других группах. Также, среди прочего, основной для нас проблемой является то, что продажи наших дисков упали настолько, что даже не возможно окупить траты на запись альбомов. Кроме того, личные и профессиональные желания в каждом из нас уже не те, что 20 лет назад. Мы понимали, что бесплатное получение музыки — это крах для многих групп, что, однако, произошло и с нами.
Однако одиннадцать лет были полны чудесных моментов, за это время три альбома были выпущены в Испании и Мексике. За одиннадцать лет мы добились гораздо большего, чем мы думали, мы встретили многих людей, которые стали нам близкими друзьями. В конце концов мы рады, что встретили таких людей, как Серджо Де Нег (Sergio de Neg), который боролся вместе с группой с момента её появления. Также коллеги из других групп, наши фанаты и др., которые стали нам личными друзьями, мы будем помнить их всегда. Мы надеемся, что принесли счастье и радость через нашу музыку. Для нас это было одно из самых больших событий в жизни. Веб-страница будет закрыта в течение нескольких дней, как и остальные учетные записи группы. Для чего-либо будет работать только e-mail landevir@hotmail.es.
И ещё одно, мы хотели поблагодарить СМИ и каждого из вас, кто посвятил нам часть своего времени и часть своих денег на наши альбомы или концерты Lándevir.Оригинальный текст (исп.)Nos entristece comunicaros que la banda ha decidido poner punto y final a su carrera musical. Los motivos supongo que los podréis intuir, ya que desgraciadamente nos están ocurriendo a muchos grupos en los últimos tiempos. Se juntan muchas cosas, pero el principal problema es que las ventas de discos han bajado tantísimo que ya ni siquiera permiten recuperar la inversión realizada en una grabación. Además la situación personal y laboral de cada uno de nosotros ya no es la misma que cuando teníamos 20 años. Todos sabíamos que la posibilidad de conseguir música gratis supondría el fin de muchas bandas y es lo que está ocurriendo.
De cualquier forma, han sido once años llenos de grandes momentos, han sido tres discos editados en España y en México. Once años en que hemos conseguido mucho más de lo que nunca habíamos pensado, en los que hemos conocido a cantidad de gente que han pasado a ser grandes amigos. Al final esto es lo que cuenta, lo que quedan son las personas y estamos muy contentos de haber conocido a gente como Sergio de Neg Management que desde el primer día luchó por la banda como uno más de nosotros. Igual que él hay colegas de grupos, seguidores, etc... que han pasado a ser amigos personales que estarán siempre. Solo por eso ha merecido la pena. Esperamos haberos llevado un poco de felicidad a través de nuestra música y haber podido alegraros la vida en algún momento. Para nosotros ha sido una de las experiencias más grandes de nuestras vidas. La página web desaparecerá en unos días así como las cuentas de email. Para cualquier cosa podéis escribir a landevir@hotmail.es.
Solo una cosa más, y es daros las gracias a los medios, a las bandas con las que hemos compartido escenario y muy especialmente a cualquiera de vosotros que haya dedicado parte de su tiempo y de su dinero en comprar un disco o acudir a un concierto de LÁNDEVIR.

## Участники группы

### Участники группы на момент её распада
- Francisco Gonzálvez Esteve: вокал и гитара (1998—2009)
- José María Jerez: соло-гитара (1998—2009)
- José Francisco Amat: ударные (1998—2009)
- Iván Martínez: бас-гитара (2005—2009)
- Carlos Juan: скрипка (1998—2009). Гитара до прихода в группу Francisco и José María.
- Pablo Guerra: флейта (2000—2009)
- Cristina Sánchez: женский вокал (2005—2009) (только в студии)

### Другие участники
- Darío: бас-гитара (1998—1999)
- Javi Amat: бас-гитара (1999—2005)

## Дискография

### Демо
- El Único (2000, под названием Rivendell)

### Студийные альбомы
- Leyendas Medievales (2003)
- Sueños Celtas (2006)
- Inmortal (2008)